# Nova Roma do Sul
Nova Roma do Sul is een gemeente in de Braziliaanse deelstaat Rio Grande do Sul. De gemeente telt 3.754 inwoners (schatting 2009).